# Șofer treaz
Serviciul "Șofer Treaz" este o opțiune pentru persoanele care (dețin automobil), însă au consumat alcool sau nu sunt dispuși să conducă din diverse motive.
Astfel, ca o chestiune practică și etică, un șofer treaz este o persoană care se abține de la alcool la o ocazie socială pentru a-și conduce acasă însoțitorii în condiții de siguranță ca o alternativă la condusul sub influența alcoolului. Pentru a încuraja aceste înțelegeri, unii proprietari de baruri, restaurante și cluburi de noapte vor oferi băuturi răcoritoare gratuite sau cu preț redus șoferilor treji.

## Istoric
Conceptul de "Șofer Treaz" a apărut în Scandinavia în anii 1920 și a cunoscut dezvoltarea în anii 1980. Programul a fost introdus în Canada în 1986 de către Hiram Walker și Sons ca "Programul șofer treaz al clubului canadian". Programul a fost acceptat cu ușurință și sprijinit de poliție, Mamele împotriva condusului în stare de ebrietate, industria ospitalității și publicul. 
Acest concept a fost adoptat în Statele Unite în 1988, în baza Harvard Alcohol Project, la inițiativa facultății de sănătate de la Universitatea Harvard. Cu participarea masivă a televiziunii și studiourilor de la Hollywood, proiectul a popularizat ideea campaniei prin mesaje de interes public. Departamentul de Transport al SUA în reclamele sale a folosit expresia „Prieteni, nu lăsați prietenii să conducă beți”. 
Cu un număr mare de organizații non-guvernamentale, ideea de "Șofer Treaz", a câștigat importanță națională în Statele Unite ale Americii. Potrivit sondajelor de opinie, oamenii folosesc tot mai mult ideea de "șofer treaz". Acesta este considerat principalul factor în reducerea numărului de accidente legate de alcool în Statele Unite în anii 1988-1994.
Începând cu anul 2005, compania de băuturi alcoolice Diageo a folosit un concept similar în Brazilia pentru a descuraja conducerea în stare de ebrietate. Chemat Piloto da Vez, campania s-a născut cu sponsorizarea lui McLaren, Juan Pablo Montoya, Mika Häkkinen și Lewis Hamilton ce au participat la campanie.
În 2018 conceptul de șofer desemnat a fost extins la autoturismele autonome. O companie, Designated.io, se oferă să accepte riscul legal de auto-conducere a autoturismelor și de a fi conducătorul legal.

## Impedimente
Deși serviciul șofer treaz este popular, unele grupurile nu reușesc să le folosească în mod corespunzător. Adesea, există un eșec al acestor grupuri de a desemna conducătorul auto treaz înainte de a face pregătirile de călătorie și de a ajunge în vehicule separate. 